# Vittskövle socken
Vittskövle socken i Skåne ingick i Gärds härad, ingår sedan 1974 i Kristianstads kommun och motsvarar från 2016 Vittskövle distrikt.
Socknens areal är 47,20 kvadratkilometer varav 46,75 land. År 2000 fanns här 543 invånare. Tätorten Vittskövle med Vittskövle slott och sockenkyrkan Vittskövle kyrka ligger i socknen.

## Administrativ historik
Socknen har medeltida ursprung. 
Vid kommunreformen 1862 övergick socknens ansvar för de kyrkliga frågorna till Vittskövle församling och för de borgerliga frågorna bildades Vittskövle landskommun. Landskommunen uppgick 1952 i Degeberga landskommun som uppgick 1974 i Kristianstads kommun. Församlingen uppgick 2010 i Degeberga församling som 2014 uppgick i Degeberga-Everöds församling.
1 januari 2016 inrättades distriktet Vittskövle, med samma omfattning som församlingen hade 1999/2000.  
Socknen har tillhört län, fögderier, tingslag och domsagor enligt vad som beskrivs i artikeln Gärds härad. De indelta soldaterna tillhörde Norra skånska infanteriregementet, Gärds kompani och Skånska dragonregementet, Sallerups skvadron, Livkompaniet.

## Geografi
Vittskövle socken ligger sydväst om Åhus kring Vittskövleån och Segesholmsån och med Helge å i nordost. Socknen är en odlad slättbygd med skogsmark i väster.

## Fornlämningar
Boplatser från stenåldern är funna. Från brons-/järnåldern finns gravhögar och boplatser.

## Namnet
Namnet skrevs i mitten av 1300-talet Withskyflä och kommer från kyrkbyn. Namnet innehåller withskyfli, 'konfiskerat gods'..